# 스플래툰 3
《스플래툰 3》는 닌텐도 기획제작본부가 개발하고 닌텐도가 배급한 닌텐도 스위치용 3인칭 슈팅 게임이다. 《스플래툰》 시리즈 세 번째 작품으로, 2021년 2월 17일자 닌텐도 다이렉트에서 처음 공개했으며 2022년 9월 9일에 전세계에 동시발매됐다.
전작과 마찬가지로 일인용 '히어로 모드'와 온라인 대전 플레이를 지원한다. 온라인 모드의 경우 전작 《스플래툰 2》처럼 크게 두 종류로 나뉘어, 4대4로 겨뤄 서로 최대한 많은 잉크를 칠해 승리를 쟁취하는 PvP 형태의 대전 모드 '영역 배틀'과 플레이어끼리 협동해 연어들을 물리치는 PvE 형태의 '새먼 런'이 있다. 그 외에 가까이 있는 친구들과 배틀에 참가하는 협동 플레이와 미니게임으로 즐길 수 있는 카드 게임 '영역 배틀러'가 새로 추가됐다.
출시 직후 《스플래툰 3》는 추가맵, 일인용 히어로 모드, 사용자 맞춤설정, 게임플레이 개선으로 언론에서 대체적으로 긍정적인 평가를 받았다. 느린 새 컨텐츠 도입과 잦은 온라인 기술문제는 약점으로 꼽혔다. 일본에서 발매 3일만에 345만 장의 판매량을 기록했으며 2023년 3월 31일 기준 전세계 판매량이 1067만 장으로 상업적 성공을 거뒀으며 가장 많이 팔린 닌텐도 스위치 게임 순위권에 올랐다. 2024년 2월 22일, 일인용 다운로드 가능 컨텐츠 "사이드 오더"가 출시됐다.

## 게임플레이
《스플래툰 3》는 전작들과 유사한 3인칭 슈팅 게임 게임플레이를 선보인다. 《스플래툰 2》와 마찬가지로 플레이어는 오징어 '잉클링'과 문어 '옥타리안(옥토링)' 중 하나를 캐릭터로 선택할 수 있다. 두 종족 모두 무기를 사용할 수 있는 인간 형태와 벽과 바닥의 잉크를 신속하게 헤엄칠 수 있는 오징어 및 문어 형태로 자유자재로 변신할 수 있다. 게임 진행시 잉크를 발사해 벽과 바닥을 칠할 수 있는 무기 '메인 웨펀'을 사용한다. 메인 웨펀 종류는 넓은 영역을 칠하고 근거리 공격에 특화된 페인트 롤러 형태의 '롤러', 영역 칠하기에 약한 대신 높은 명중률과 장거리 공격을 가진 저격총 형태의 '차저' 등 다양하게 존재한다. 각각의 메인 웨펀에는 다량의 잉크를 즉시 사용해 폭탄이나 유용한 장비를 소환하는 '서브 웨펀', 잉크를 일정량 칠할 시 발동 가능한 비장의 무기 '스페셜 웨펀'이 장착됐다. 웨펀이 소모하는 잉크는 한정량만 소유하며 오징어 및 문어 형태로 잉크에 잠수할 시 인간 형태일 때보다 잉크를 빠르게 충전할 수 있다. 《스플래툰 3》는 전작들의 메인 웨펀들을 포함하며 새로운 형태의 웨펀이 추가됐다.

### 모드

#### 대전
《스플래툰 3》는 전작과 마찬가지로 다인용 게임 모드 '영역 배틀'을 제공한다. 일반적인 영역 배틀에선 4인으로 구성된 두 개의 팀이 서로 경쟁하며, 자기 색 잉크로 스테이지의 영역을 더 많이 색칠하는 것이 승리목표이다.
플레이어가 일정 경험치를 획독해 레벨 10을 달성하거나 《스플래툰 2》의 세이브 데이터를 불러올 경우, 일반 영역 배틀과 다른 규칙이 적용된 랭크 게임 '카오폴리스 매치'를 할 수 있다. 랭크 에어리어에선 스테이지 내 특정 영역을 칠해 일정 시간동안 확보해야한다. 랭크 타워에선 플레이어 탑승시 상대 진영으로 이동하는 랭크 타워를 목적지까지 이동시켜야 한다. 랭크 피시 배틀에선 스테이지 중앙의 장식품 랭크 피시를 상대 진영의 관문으로 운반해야 한다. 랭크 바지락에선 상대 골을 둘러싼 바지락 배리어를 부수고 바지락을 던져 넣어야한다.
또한 《스플래툰 3》에서 친구들과 그룹을 맺어 원하는 룰과 스테이지에서 배틀할 수 있는 '프라이빗 매치'를 지원한다. 프라이빗 매치는 비밀번호 설정이 가능하며 최대 8명의 플레이어에 관전자 2명이 추가로 참가할 수 있다.
상시 참여 가능한 영역 배틀 모드 이외에 기간 한정으로 개최되는 축제 '페스티벌'이 존재한다. 주제에 따라 삼합파가 대표하는 3개의 세력 중 하나를 선택해 자신이 소속된 세력의 승리를 이끄는 것이 목표이다. 페스티벌은 개최 직전 영역 배틀과 새먼 런 플레이시 쌓이는 포인트로 경쟁하는 사전 페스티벌, 페스티벌 전용 모드 '페스티벌 매치'에 참가해 포인트를 쌓는 메인 페스티벌로 총 2부로 진행된다. 메인 페스티벌의 경우 후반전에서 1위 세력이 4명, 2위와 3위 세력이 각각 2명이 참가해, 1위의 수비팀과 2, 3위의 혼합 공격팀 간에 2대4대2로 스테이지 중앙 영역 슈퍼 시그널을 쟁탈하는 '트리컬러 배틀'이 추가된다. 최종 결과는 득표수, 사전 페스티벌 결과, 메인 페스티벌 결과를 종합해 결정된다.

#### 새먼 런
전작 《스플래툰 2》에서 소개된 플레이어 대 환경 협동 모드 새먼 런이 《스플래툰 3》에서 '새먼 런 Next Wave'라는 이름으로 다시 도입됐다. Mr. 베어 상회가 알선하는 아르바이트로 4명의 플레이어가 협력해 현장에 상륙하는 연어를 사냥, 황금 연어알을 회수해 제한 시간 안에 할당량을 납품하는 것이 목표이다. 새먼 런은 일반적으로 1회당 총 3차례에 걸쳐 진행되나, '새먼 런 Next Wave'에선 두목연어가 출현해 싸우는 네 번째 차례가 일정 확률로 등장한다. 또한 《스플래툰 3》에선 수 개월마다 카오폴리스에 연어가 침공하는 기간 한정 모드 '빅 런'을 제공한다.

#### 영역 배틀러
영역 배틀러는 《스플래툰 3》가 처음 도입한 디지털 수집형 카드 게임 모드이다. 플레이어는 칸을 색칠할 수 있는 플레잉 카드 덱을 구성해 승부하며, 카드와 스페셜 어택을 통해 칸을 더 많이 칠한 쪽이 승리한다.

## 줄거리 및 배경
《스플래툰》 시리즈는 인류가 멸망한 먼 미래의 지구가 무대로, 바다에 서식하던 종들이 진화해 육지로 진출한 세계를 그린다. 《스플래툰 3》는 전작 《스플래툰 2》로부터 5년 후의 시간대에 위치하며, 1, 2편의 배경이었던 오더폴리스에서 열린 마지막 페스티벌(혼돈 vs. 질서)을 계기로 급격히 발전한 사막의 도시 카오폴리스가 주무대이다. 카오폴리스 타운에선 잉클링과 옥토링이 공존하며 마지막 페스티벌에서 승리한 '혼돈'을 주제삼아 거칠고 야성적인 이미지의 자유분방한 분위기를 띤 것이 특징이다. 오더폴리스를 대표하는 가수이자 페스티벌 진행자는 삼합파로, 잉클링 우츠호, 옥토링 후우카, 그리고 가오리 만타로 3명으로 구성됐다.

### 포유류의 귀환
'포유류의 귀환'은 《스플래툰 3》가 지원하는 일인용 스토리 모드로, 카오폴리스 내에서 마르징오가 있는 하수구에 입장시 플레이할 수 있다. 주인공은 꼬마연어를 데리고 다니는 3호로, 플레이어가 임의로 캐릭터를 설정할 수 있다.

## 개발
2023년 2월 28일자 닌텐도 다이렉트에서 2종의 유료 추가 컨텐츠가 포함된 다운로드 가능 컨텐츠 〈스플래툰 3 익스팬션 패스〉가 소개됐다. 추가 콘텐츠 제1탄 "오더폴리스 시티"는 첫 번째 《스플래툰》의 배경 오더폴리스 시티를 방문하고 페스티벌 중 오징어 시스터즈 공연을 볼 수 있는 컨텐츠로 발표 당일 발매됐다. 추가 콘텐츠 제2탄 "사이드 오더"는 신규지역 질서의 탑을 배경으로 《스플래툰 2: 옥토 익스팬션》의 8호를 조종하는 일인용 모드이다. 2023년 9월 15일자 닌텐도 다이렉트에서 "사이드 오더"에 대한 추가정보가 공개됐다.

## 홍보 및 출시
2021년 2월 17일자 닌텐도 다이렉트에서 《스플래툰 3》이 티저 트레일러와 함께 처음 발표됐다. 같은 해 9월 24일, '히어로 모드' 등 게임에 대한 자세한 정보들이 공개됐다.
2022년 4월 22일, 닌텐도는 '영역 배틀'에 대한 소개 영상과 동시에 최종 발매일이 그 해 9월 9일로 결정됐음을 발표했다.
2022년 10월 9월 일본 도쿄 빅 사이트에서 개최된 닌텐도 라이브 2022에서 삼합파의 공연이 진행됐다.

## 반응
리뷰 애그리게이터 웹사이트 메타크리틱에서 《스플래툰 3》는 100점 만점에 83점을 받아 "대체적으로 긍정적인 평가"를 받았다.

### 흥행
2022년 9월 12일, 닌텐도의 보고서에서 《스플래툰 3》가 발매 3일 만에 일본 내에서 345만 장을 판매해, 스위치에서 가장 빨리 팔린 《모여봐요 동물의 숲》과 일본 역사상 가장 빨리 팔린 《포켓몬스터 블랙·화이트》의 기록을 모두 제치고 역사상 일본에서 가장 빨리 팔린 게임이 됐다. 닌텐도 주식 소유주에게 전달된 보고서에서 9월 13일에 주가가 5.5% 상승해 2020년 12월 후 최고의 상승치를 보였다고 기록했다.

### 수상
| 연도 | 상                  | 종목               | 결과 | 각주   |
| ---- | ------------------- | ------------------ | ---- | ------ |
| 2022 | 더 게임 어워즈 2022 | 최고의 가족 게임   | 후보 | [ 34 ] |
| 2022 | 더 게임 어워즈 2022 | 최고의 다인용 게임 | 수상 | [ 34 ] |

## 참조

### 내용주
1. ↑  모놀리스 소프트와 반다이 남코 스튜디오 싱가폴 & 말레이시아가 개발협력
2. ↑  영어: Splatoon 3, 일본어: スプラトゥーン3 스푸라툰 스리[*]